# Parapirnodus hexaporosus
Parapirnodus hexaporosus är en kvalsterart som beskrevs av Behan-Pelletier, Clayton och Humble 200. Parapirnodus hexaporosus ingår i släktet Parapirnodus och familjen Parapirnodidae. Inga underarter finns listade i Catalogue of Life.